# Sadournin

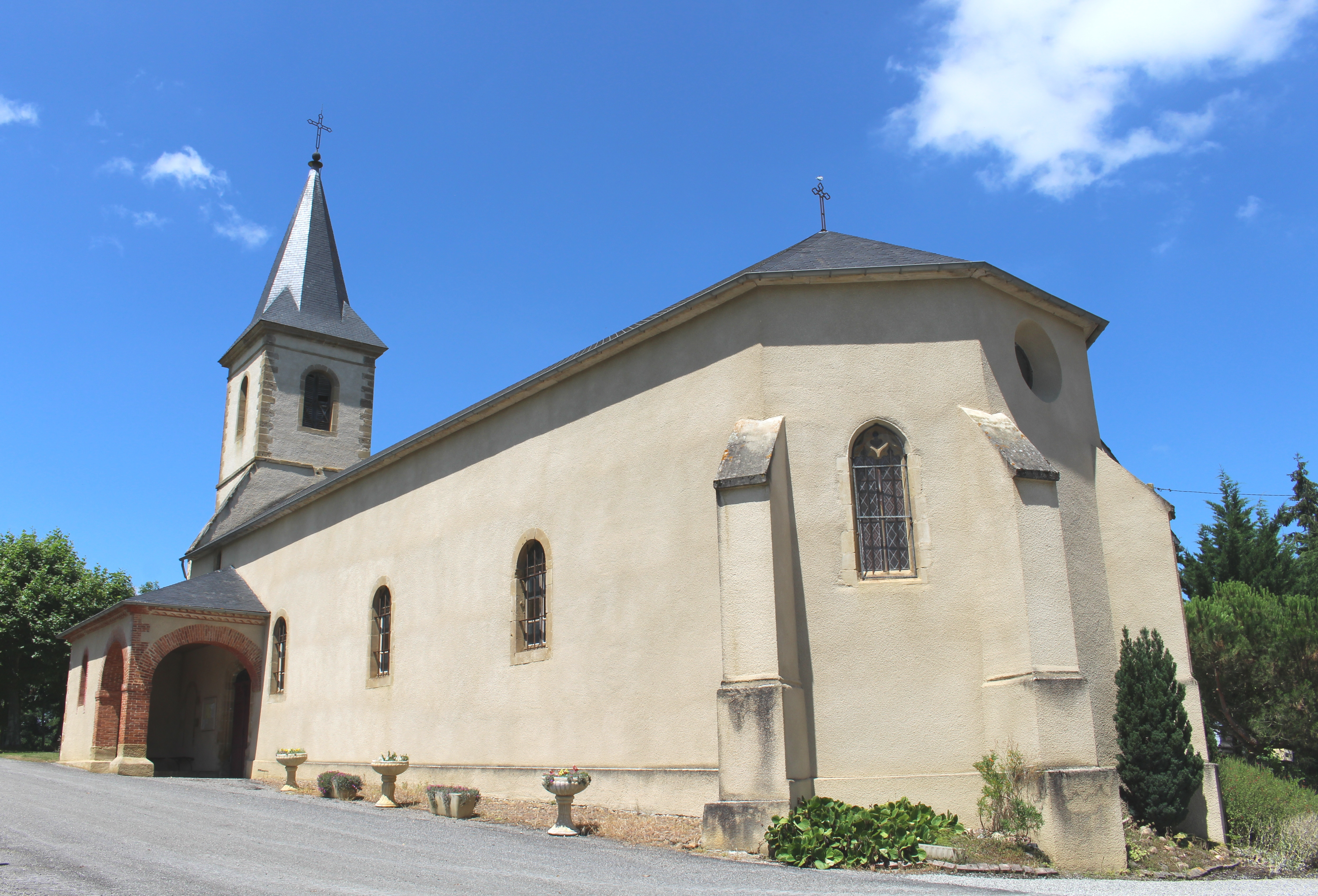
Sadournin – Église de l’Assomption

Sadournin (okzitanisch Sadornin) ist eine südfranzösische Gemeinde mit 196 Einwohnern (Stand 1. Januar 2022) im äußersten Norden des Départements Hautes-Pyrénées in der Region Okzitanien.

## Lage und Klima
Die Gemeinde Sadournin liegt im Pyrenäenvorland in einer Höhe von ungefähr 330 m. Die nächstgelegene Stadt Tarbes befindet sich gut 33 km südwestlich. Das Klima ist gemäßigt bis warm; Regen (ca. 850 mm/Jahr) fällt hauptsächlich im Winterhalbjahr.

## Bevölkerungsentwicklung
| Jahr                     | 1800 | 1851 | 1901 | 1954 | 1999 | 2016 |
| ------------------------ | ---- | ---- | ---- | ---- | ---- | ---- |
| Einwohner                | 325  | 507  | 361  | 219  | 176  | 178  |
| Quelle:Cassini und INSEE |      |      |      |      |      |      |

Wegen der durch die Reblauskrise im Weinbau und die zunehmende Mechanisierung der Landwirtschaft ausgelösten Landflucht ging die Einwohnerzahl der Gemeinde seit der Mitte des 19. Jahrhunderts kontinuierlich zurück.

## Wirtschaft
Die Gemeinde ist nahezu ausschließlich landwirtschaftlich orientiert.

## Geschichte
Der Ortsname ist lateinisch-gascognischen Ursprungs, doch erst im 12. Jahrhundert wird er erstmals erwähnt. Seit dem Mittelalter bis zum Beginn der Französischen Revolution gehörte die Gemeinde zur historischen Provinz Bigorre.

## Sehenswürdigkeiten
Die Église de l’Assomption ist ein Bau des ausgehenden 19. Jahrhunderts.